# Zenit (satellite)
Pour les articles homonymes, voir Zenit.

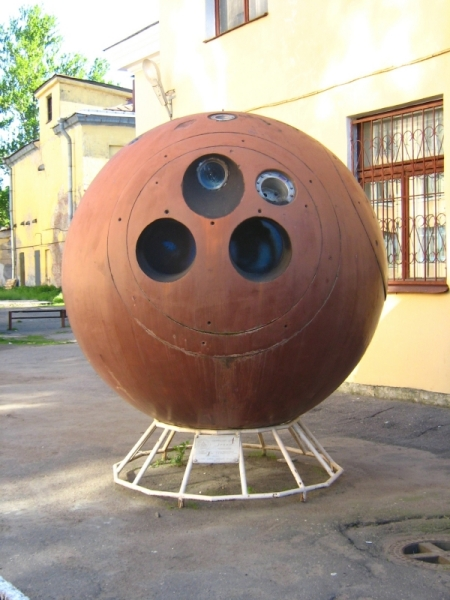
Le module de descente du Zenit revient sur Terre pour ramener les films une fois les photos prises.

Zenit (Зени́т Zenith) est une famille de satellites de reconnaissance militaires qui ont été mis en orbite par l'Union soviétique puis la Russie entre 1961 et 1994. Ces satellites développés à la même époque que le vaisseau Voskhod en reprennent la structure. Le module de descente pressurisé contient à la fois la partie optique, la caméra et le système de développement des films.

## Caractéristiques techniques
Le système de télécommunications est renforcé pour sécuriser les transmissions et le satellite dispose d'un système de pilotage permettant de contrôler parfaitement l'orientation du satellite mais également d'ordonnancer les prises de vue. Cette génération de satellite de reconnaissance soviétique utilise uniquement des films. Une fois les photos prises, la capsule de descente se sépare du reste du satellite et ramène sur Terre les films mais également la partie optique qui peut être ainsi réutilisée. La durée de vie d'un satellite Zenit est limitée à une ou deux semaines : plus de 500 satellites Zenit ont été lancés pour répondre aux besoins. Le satellite a une masse comprise selon les versions entre 4,6  et   6,3 tonnes dont 2,4 tonnes pour le module de descente. Il a été lancé successivement par les fusées Vostok, Voskhod et Molnia.

## Historique
Dès 1956 les militaires soviétiques demandent à Sergueï Korolev, qui met au point le missile balistique intercontinental R-7 Semiorka, de développer un satellite de reconnaissance. Korolev qui veut développer de manière prioritaire un vaisseau spatial pour réaliser le premier vol habité, propose, pour concilier les deux besoins, de construire le satellite de reconnaissance sur la base du premier vaisseau spatial habité du Programme Voskhod. Le premier lancement d'un satellite Zenit a lieu le 11 novembre 1961 et le système est déclaré opérationnel au bout d'une douzaine de lancements.
Plusieurs satellites scientifiques ou d'observation de la Terre soviétiques ont été développés à partir des satellites Zenit : Energiya, Bion, Resours-F, Foton. Les satellites Zenit ont été remplacés dans leur rôle par les satellites Iantar.

## Les versions
Plusieurs versions du satellite Zenit se sont succédé :
| Modèle     | Autre nom | indice GRAU | Premier lancement     | Dernier lancement      | Nombre lancements /échecs | Masse    | Caméra                              | Durée de vie  | Orbite typique                           | Autres caractéristiques                                                                                           |
| ---------- | --------- | ----------- | --------------------- | ---------------------- | ------------------------- | -------- | ----------------------------------- | ------------- | ---------------------------------------- | --- |
| Zenit 2    | -         | 11F61       | Cosmos 1B 11/12/1961  | Cosmos 344 12/5/1970   | 81/7                      | 4 720 kg | Caméra Ftor-2                       |               | 197x318 km pour une inclinaison de 51,8° | Embarque également le système ELINT Kust-12 M; 13 échecs partiels                                                 |
| Zenit-2M   | Gekor     | 11F690      | Cosmos 208 21/3/1968  | Cosmos 1122 17/8/1979  | -101/?                    | 6 300 kg | Caméra Ftor-2R3                     |               |                                          | Ajout de panneaux solaires non présents sur la première version                                                   |
| Zenit-4    | -         | 11F69       | Cosmos 22 16/11/1963  | Cosmos 355 7/8/1970    | 76/4                      | 6 300 kg | Caméra Ftor-4 de 3 mètres de focale | 8 jours       |                                          | Système de miroir pour gérer la focale supérieure au diamètre de la capsule.                                      |
| Zenit-4M   | Rotor     | 11F691      | Cosmos 251 31/10/1968 | Cosmos 667 25/7/1974   | 61/?                      | 6 300 kg | Caméra Ftor-6                       |               |                                          | Première version équipée d'un moteur réallumable pour modifier l'orbite                                           |
| Zenit-4MK  | Germes    | 11F692      | Cosmos 317 23/12/1969 | Cosmos 920 22/6/1977   | 80/?                      | 6 300 kg |                                     |               |                                          | Peut-être une version capable de voler à basse altitude                                                           |
| Zenit-4MKM | Gerakl    | 11F692M     | Cosmos 927 12/7/1977  | Cosmos 1214 10/10/1980 | 39/?                      | 6 300 kg |                                     |               |                                          | Peut-être une version capable de voler à basse altitude                                                           |
| Zenit-4MT  | Orion     | 11F629      | Cosmos 470 27/12/1971 | Cosmos 1398 3/8/1982   | 23/0                      | 6 300 kg | Caméra topographique SA-106         | 12 à 13 jours | 215–245 km avec inclinaison de 81,3°     | Cartographie topographique ; embarque un altimètre laser et un appareil doppler                                   |
| Zenit-4MKT | Fram      | 11F629      | Cosmos 771 25/9/1975  | Cosmos 1681 6/9/1985   | 27/1                      | 6 100 kg | Caméra Priroda-3 multispectrale     |               |                                          | Version basse altitude du Zenit 6U ?                                                                              |
| Zenit 6U   | Argon     | 11F645      | Cosmos 687 23/11/1976 | Cosmos 1573 19/6/1984  | 95/2                      | 6 300 kg |                                     |               |                                          | Version "universelle" capable de voler à basse altitude ou à haute altitude                                       |
| Zenit-8    | Oblik     | 17F116      | Cosmos 1571 11/6/1984 | Cosmos 2281 7/6/1994   | 101/1                     | 6 300 kg | Objectif Teleoir 12MK               | 15 jours      |                                          | Développé pour remplacer temporairement le Yantar 1K dont le développement se prolongeait. Durée de vie allongée. |